# Jacqueline Creft
Jacqueline Creft (Samaritan, 1946- Saint George, 19 de octubre de 1983) fue una política de la isla antillana de Granada, una de las líderes del movimiento revolucionario New Jewel y Ministra de Educación en el Gobierno Popular Revolucionario de Granada desde 1979 hasta 1983. Fue ejecutada en octubre de 1983 junto a Maurice Bishop, primer ministro del país y padre de su hijo Vladimir, nacido en 1977.

## Biografía

### Primeros años de militancia y exilio
Estudió ciencias políticas en la Universidad de Carleton, en Otawa y regresó a Granada a finales de 1971. Se involucró en la lucha revolucionaria desde el inicio y ya participaba en el Movimiento New Jewel desde un principio. En enero de 1973 estuvo entre quienes lideraron una protesta sin precedentes contra el aristócrata británico lord Brownlow, primo de la reina Isabel II de Inglaterra cuando éste erigió una puerta en su finca de La Sagesse negando a la comunidad sus privilegios tradicionales como el acceso a la playa y el uso de los pastos que tenían desde tiempo inmemorial, organizada por JEWEL y entre los que estaba Maurice Bishop.
En 1976-1977 residió en Trinidad y Tobago donde fue coordinadora regional de asuntos de juventud en la Acción Cristiana de Desarrollo en el Caribe Oriental (CADEC), una rama del Consejo de Iglesias del Caribe (CCC) hasta que el gobierno de Eric Williams en este país la vetó junto a la periodista Rickey Singh. Regresó a Granada en 1977 pero Gairy rechazó darle trabajo "por estar embarazada" denunció Jacqueline.
El 4 de diciembre de 1977 nació Vladimir, el hijo que tuvo con Maurice Bishop. Viajó entonces a Barbados con la organización "Mujer y Desarrollo".  Regresó a Granada para participar en la revolución del 13 de marzo de 1979.

### El reto de transformar el sistema educativo
En enero de 1980 fue Ministra de Educación del Gobierno Popular Revolucionario. Coordinó los programas de Reparación de la Escuela Voluntaria y como estuvo al cargo de las becas cubanas. La revolución se comprometió especialmente con la construcción de más escuelas y la erradicación del analfabetismo y Creft se dedicó a la transformación del sistema educativo heredado del colonialismo con el reto de hacerlo relevante para la población y hacer de la educación un derecho en vez de un privilegio.

Los discursos del Gobierno Popular Revolucionario, en la Primera Conferencia Internacional de Solidaridad con Granada, en noviembre de 1981, incluían "La construcción de la educación de masas en la Granada Libre", de Jacqueline Creft, Ministra de Educación. 
«Camaradas, desde que nuestro partido fue fundado en marzo de 1973, una de nuestras más altas prioridades ha sido la transformación de este deficiente sistema educativo que hemos heredado del colonialismo y de Gairy. Estábamos decididos a cambiar un sistema que tanto había excluido a la mayoría de nuestro pueblo al tejer redes de temor, alienación e impertinencia en torno a la mente de nuestros niños: ya mediante la Pequeña Miss Muffet, o la vaca saltando sobre la Luna, o Guillermo el Conquistador, ya mediante los Narcisos de Wordsworth, o los llamados descubrimientos de Cristóbal Colón en el Nuevo Mundo. Los pocos afortunados que fuimos a la escuela secundaria, aprendimos sobre la revolución de Cromwell, pero no sobre la rebelión de Fedon. Hemos aprendido acerca de las reformas de Wilberforce y sin embargo nada de Marryshow. Se nos hizo leer a Shakespeare y Jane Austen, pero se guardó silencio acerca de George Lamming. Desde el comienzo de nuestra lucha hemos pedido un sistema de educación que no sólo sirva a nuestro pueblo, con escuelas secundarias que abrieran las puertas a todos sin la limitación de las tasas, sino también un programa para eliminar lo absurdo de nuestras aulas, centrando la mente de nuestros hijos a su propia isla, su propia riqueza, el suelo y los cultivos, su propia solución a los problemas que los rodean. Durante demasiado tiempo se nos había inducido a pensar que sólo Europa y América poseían la respuesta».
En junio de 1982 Creft creó y se situó también al frente del Ministerio de Asuntos de la Mujer. La Secretaria en dicho ministerio sería Phyllis Coard, esposa de Bernard Coard, quien más tarde habría de derrocar a Bishop y ejecutarlo junto a la propia Creft.
Creft abandonó las actividades del partido en noviembre de 1982 después de haber estado activa en él desde su fundación. En marzo de 1983, Creft fue degradada de miembro candidato a miembro solicitante, aunque los motivos no están claros. Según el escritor David Franklyn la situación estaba relacionada con las disputas internas en le movimiento entre Bishop y Bernard Coard. El movimiento pretendía que el gobierno estuviera coliderado pero Bishop aunque en un principio aceptó y nombró a Coard vicepresidente, cambió de posición y se criticó el apoyo de Creft a Bishop en ese cambio. La facción opuesta, además, acusó a Bishop de sembrar rumores de que Coard planeaba asesinarlo.

### Asesinato
En los tensos días de principios de octubre de 1983, Creft se reunió en privado con Bishop, siendo una de los pocos que lo visitaron. Cuando Bishop fue sometido a arresto domiciliario el 12 de octubre de 1983, en su casa de Monte Wheldale, Jackie fue a visitarlo al día siguiente. La seguridad le advirtió que si lo veía, ella también sería detenida. Según las crónicas ella aceptó.
A mediodía del 19 de octubre de 1983 un estudiante de la Grenada Boys' Secondary School (GBSS), Thomas Cadore, lideró un grupo que rodeó la casa donde estaba confinado Bishop en Monte Wheldale y liberó Bishop y a Creft. Bishop fue conducido a Fort Rupert por una multitud festejando su liberación y Creft decidió seguirle. El ejército bajo las órdenes del General Hudson Austin actuó contra los partidarios de Bishop detuvo al líder y a varios miembros de su gobierno y seguidores, entre ellos la propia Creft y los fusiló.

## Vida personal
Según textos publicados después de su asesinato Jacqueline y Maurice Bishop mantenían una relación sentimental desde sus época de estudiante en la Universidad de Carleton a pesar de que éste estaba casado. Se trataba de una relación "abierta" y pública. Tuvieron un hijo, Vladimir que nació el 4 de diciembre de 1977 y murió en 1994 en Canadá acuchillado en una discoteca de Toronto. En el cementerio de Wilburforce hay un busto de Maurice Bishop, al lado de la lápida de Vladimir, cuya fecha de muerte está indicada erróneamente como 1995. Algunos medios de comunicación han señalado que Jacqueline estaba embarazada de su segundo hijo y que por ello Bishop había suplicado que la dejaran viva. No se ha podido confirmar la información. Su cuerpo no ha aparecido.